# John Sanford (bioloog)

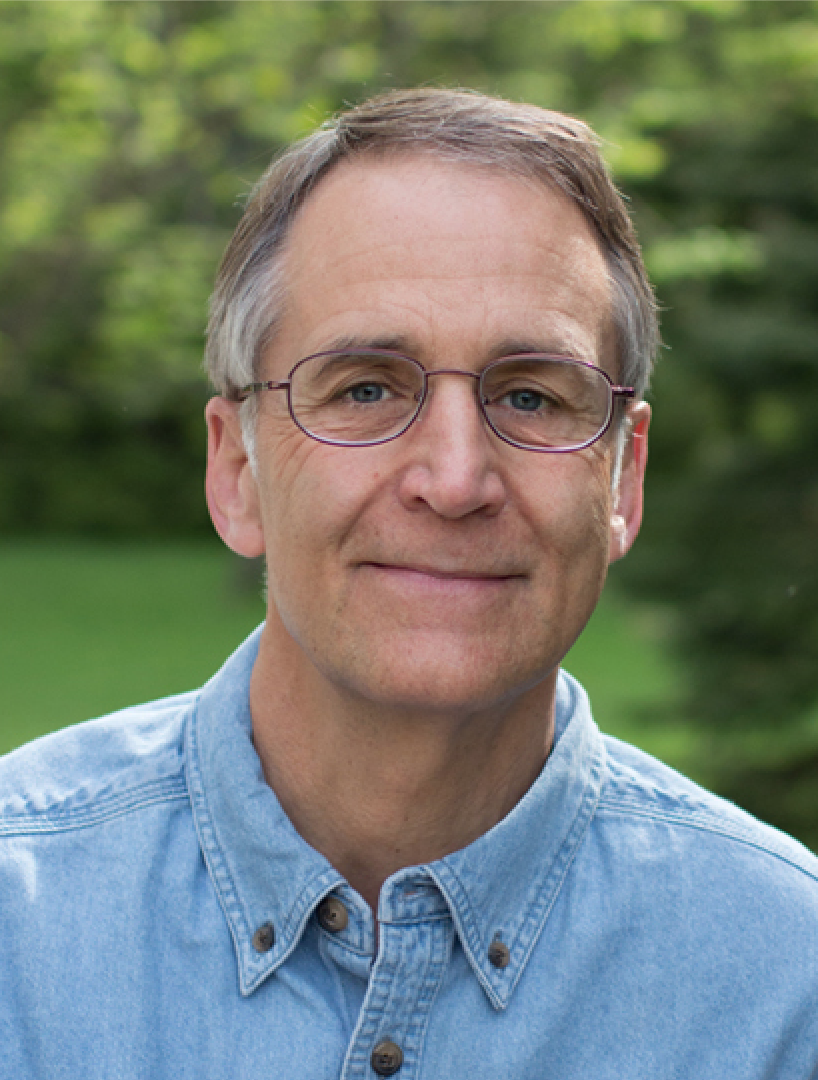
John Sanford in 2014

John C. Sanford  (1950) is een Amerikaans wetenschapper en is de uitvinder van het genenkanon. Een toestel waarbij men DNA kan schieten in een doel cellen om nieuw genetisch materiaal te introduceren in de cellen.

## Biografie
Sanford studeerde af aan de universiteit van Minnesota waar hij in 1976 een Bachelor of Science in tuinbouw behaalde. . Vervolgens behaalde hij aan de universiteit van Wisconsin een master in 1978 en een PhD in 1980. Vanaf 1980 was hij aangesteld aan de Cornell-universiteit als assistent en vanaf 1986 als professor. In 1998 ging hij met pensioen.

## Eerbetoon
- Distinguished Inventor Award door de Central New York Patent Law Association in 1990 en 1995.